# オンツォ
オンツォ(伊: Onzo)は、イタリア共和国リグーリア州サヴォーナ県にある、人口約200人の基礎自治体（コムーネ）。

## 地理

### 位置・広がり

#### 隣接コムーネ
隣接するコムーネは以下の通り。括弧内のIMはインペリア県所属を示す。
- アークイラ・ディ・アッローシャ (IM)
- カザノーヴァ・レッローネ
- カステルビアンコ
- ナジーノ
- オルトヴェーロ
- ランツォ (IM)
- ヴェンドーネ

### 地震分類
イタリアの地震リスク階級 (it) では、3 に分類される
。